# Качановський Артем Володимирович
Арте́м Володи́мирович Качано́вський (*12 грудня 1992) — український гравець в ґо; майстер спорту України міжнародного класу; 2 професіональний дан Європейської федерації ґо, чемпіон України 2009, 2010, 2011, 2013, 2014,  2016 та 2017 років; срібний призер чемпіонату Європи 2010; бронзовий призер чемпіонату Європи 2011; бронзовий призер Командних Чемпіонатів Європи 2011, 2012, 2013 років; бронзовий призер 34-го Аматорського Чемпіонату Світу 2013.
Артем народився в місті Уфа (Росія, республіка Башкортостан). У 1995 році сім'я переїхала жити в місто Рівне.
З 1999 року навчався в Загально-освітній школі № 23 міста Рівного. З 2005 по 2009 роки навчався в фізико-математичному класі Рівненського природничо-математичного ліцею «Елітар». У 2009 поступив на факультет інформатики та обчислювальної техніки (ФІОТ) Національного технічного університету України «Київський Політехнічний Інститут». Отримав диплом бакалавра за спеціальністю "Інформаційні управляючі системи та технології". Продовжує навчання для отримання диплома спеціаліста. Починаючи з третього курсу (з 2012 року), паралельно з навчанням в університеті, працює в корпорації "Інформаційні технології". Станом на вересень 2013 року проживає в Києві.
Мати — Качановська Олена Михайлівна, 1963 року народження, за спеціальністю хімік, закінчила МГУ. Тато — Качановський Володимир Олександрович, 1962 року народження, колишній військовий авіатор, в цей час працює в Школі інтелектуальних ігор Рівненського міського Палацу дітей та молоді.
Артем з семи років зацікавився японською грою го. Він був учасником семи юнацьких чемпіонатів Європи (2002 — 3 місце до 12 років, 2003 — 2 місце до 12 років, 2005, 2006, 2007, у 2008 — 1 місце до 18 років, 2009 — 2 місце до 18 років) та чотирьох юнацьких чемпіонатів світу (2003 — 4 місце до 12 років, 2007, 2008, 2009) з го. На сьогоднішній день є одним із провідних гравців го в Європі. Артем — чемпіон України з го 2009, 2010, 2011 2013, 2014 та 2016 років. Досяг рівня 2 професіонального дана.
На чемпіонаті Європи з го 2010 посів друге місце, поступившись за додатковими коефіцієнтами Іллі Шикшину з Росії. На чемпіонаті Європи з го 2011 виборов третє місце. На Командних Чемпіонатах Європи 2011, 2012, 2013 років в складі команди України здобував бронзові нагороди. На 34-му Аматорському Чемпіонаті Світу з го (2013 рік, місто Сендай, Японія) здобув бронзову нагороду .

## Зовнішні посилання
- Досьє в базі даних європейських гравців у го [Архівовано 7 Березня 2012 у Wayback Machine.]